# Гашпар
Гашпар (рум. Gașpar) — село в Єдинецькому районі Молдови. Утворює окрему комуну.
Згідно з переписом населення 2004 року кількість українців - 369 осіб (27,6%).